# Orăști (okręg Călărași)
Orăști – wieś w Rumunii, w okręgu Călărași, w gminie Frumușani. W 2011 roku liczyła 393 mieszkańców.